# Quaderni Neri
(Martin Heidegger, Überlegungen II, n° 23; ottobre 1931; in Martin Heidegger, Gesamtausgabe, vol. 94, a cura di Peter Trawny. Francoforte sul Meno, Vittorio Klosterman GmbH, 2014, p. 13)
I Quaderni Neri (Schwarze Hefte) sono 33 taccuini rilegati in tela cerata di colore nero (tipologia di taccuini di uso comune all'epoca) che contengono una serie di riflessioni filosofiche opera del filosofo tedesco Martin Heidegger. Il nome Schwarze Hefte fu assegnato loro dallo stesso filosofo. 
Tali annotazioni filosofiche coprono un periodo che va dal 1931 al 1969. 
La volontà del filosofo tedesco fu che questi "taccuini" venissero pubblicati nella Martin Heidegger Gesamtausgabe solo al termine della pubblicazione di tutte le altre opere. Prima, questa la volontà espressa da Heidegger, tali taccuini dovevano essere di fatto "secretati". Tuttavia il prolungarsi della pubblicazione di tutte le opere e l'importanza dei contenuti dei Quaderni Neri ha persuaso i responsabili della Martin Heidegger Gesamtausgabe ad anticiparne l'edizione, avviata nel 2014, edizione curata dal filosofo tedesco Peter Trawny (Gelsenkirchen, 1964).

## Pubblicazione
- 14  Überlegungen (Riflessioni, dal II al XV; il I è andato perduto) sono pubblicati nei volumi 94-96 della  Gesamtausgabe.
- 9   Anmerkungen (Annotazioni/Note): Anmerkungen I-V è stata pubblicata nel mese di marzo 2015 nel 97° volume, mentre la Anmerkungen VI-IX è prevista nel 98° volume.
- 2 Vier Hefte (Quaderni quadrupli) la cui pubblicazione è prevista nel 99° volume.
- 2 Vigiliae (Veglie) e 1 Notturno la cui pubblicazione è prevista nel 100° volume.
- 2  Winke (Cenni) la cui pubblicazione è prevista nel 101° volume.
- 4   Vorläufiges (Questioni Provvisorie/Temporanee) la cui pubblicazione è prevista nel 102° volume.

Esistono ulteriori due quaderni, Megìston e Grundworte (Parole fondamentali), la cui pubblicazione nella Gesamtausgabe è incerta in quanto è incerta la loro collocazione tra gli Schwarze Hefte.